# Oerlenbach
Oerlenbach è un comune tedesco di 5 203 abitanti, situato nel land della Baviera.